# Super Rugby Pacific 2024
Il Super Rugby Pacific 2024 fu la 29ª edizione del Super Rugby, torneo professionistico annuale di rugby a 15 tra franchigie delle federazioni neozelandese e australiana, con la partecipazione di due squadre in rappresentanza delle isole del Pacifico Figi, Samoa, Tonga e Isole Cook.

## Formato
Il torneo, organizzato congiuntamente dalle federazioni rugbistiche australiana e neozelandese, prevede una stagione regolare di 15 giornate seguita dai play-off a eliminazione diretta. Durante la stagione regolare ogni squadra gioca 14 incontri, di cui 7 in casa e 7 in trasferta. Fa eccezione la seconda giornata del torneo disputata interamente presso l'AAMI Park di Melbourne nei giorni compresi tra l'1 ed il 3 marzo 2024 . Ogni franchigia affronta altre 8 partecipanti in partite di sola andata e 3, provenienti dalla stessa nazione, in partite di andata e ritorno. Le prime 8 classificate si qualificano ai quarti di finale, seguiti da semifinale e finale. Le squadre meglio classificate durante la stagione regolare mantengono il diritto di giocare in casa le partite dei play-off.

## Squadre partecipanti e ambiti territoriali
| Paese         | Squadra        | Sede         | Area                                                              |
| ------------- | -------------- | ------------ | ----------------------------------------------------------------- |
| Australia     | Brumbies       | Canberra     | Territorio della Capitale Australiana                             |
| Australia     | Rebels         | Melbourne    | Stato di Victoria                                                 |
| Australia     | Reds           | Brisbane     | Stato del Queensland                                              |
| Australia     | Waratahs       | Sydney       | Stato del Nuovo Galles del Sud                                    |
| Australia     | Western Force  | Perth        | Stato dell'Australia Occidentale                                  |
| Nuova Zelanda | Blues          | Auckland     | Regioni di Auckland e Northland                                   |
| Nuova Zelanda | Chiefs         | Hamilton     | Regioni di Waikato, Baia dell'Abbondanza e Taranaki               |
| Nuova Zelanda | Crusaders      | Christchurch | Regioni di Canterbury, West Coast, Marlborough, Tasman, Nelson    |
| Nuova Zelanda | Highlanders    | Dunedin      | Regioni di Otago e Southland                                      |
| Nuova Zelanda | Hurricanes     | Wellington   | Regioni di Wellington, Manawatu-Wanganui, Baia di Hawke, Gisborne |
| Figi          | Fijian Drua    | Suva         | Figi                                                              |
| Nuova Zelanda | Moana Pasifika | Auckland     | Tonga, Samoa, Isole Cook, Figi, Oceania                           |

## Stagione regolare
|           | 1ª giornata                    |       |
| --------- | ------------------------------ | ----- |
| 23-2-2024 | Chiefs – Crusaders             | 33-29 |
| 23-2-2024 | Rebels – Brumbies              | 3-30  |
| 23-2-2024 | Western Force – Hurricanes     | 14-44 |
| 24-2-2024 | Blues – Fijian Drua            | 34-10 |
| 24-2-2024 | Highlanders – Moana Pasifika   | 35-21 |
| 24-2-2024 | Reds – Waratahs                | 40-22 |
|           |                                |       |
|           | 4ª giornata                    |       |
| 15-3-2024 | Crusaders – Hurricanes         | 10-14 |
| 15-3-2024 | Rebels – Reds                  | 26-53 |
| 15-3-2024 | Western Force – Moana Pasifika | 14-22 |
| 16-3-2024 | Highlanders – Brumbies         | 21-27 |
| 16-3-2024 | Chiefs – Fijian Drua           | 46-29 |
| 16-3-2024 | Waratahs – Blues               | 10-12 |
|           |                                |       |
|           | 7ª giornata                    |       |
| 5-4-2024  | Blues – Western Force          | 50-3  |
| 5-4-2024  | Rebels – Fijian Drua           | 41-20 |
| 6-4-2024  | Chiefs – Moana Pasifika        | 68-12 |
| 6-4-2024  | Brumbies – Waratahs            | 40-16 |
| rip.      | Crusaders, Hurricanes,         |       |
|           | Highlanders, Reds              |       |
|           |                                |       |
|           | 10ª giornata                   |       |
| 26-4-2024 | Crusaders – Rebels             | 39-0  |
| 26-4-2024 | Waratahs – Chiefs              | 22-38 |
| 27-4-2024 | Fijian Drua – Moana Pasifika   | 24-17 |
| 27-4-2024 | Brumbies – Hurricanes          | 27-19 |
| 27-4-2024 | Highlanders – Western Force    | 7-6   |
| 27-4-2024 | Reds – Blues                   | 34-41 |
|           |                                |       |
|           | 13ª giornata                   |       |
| 17-5-2024 | Hurricanes – Moana Pasifika    | 32-24 |
| 17-5-2024 | Rebels – Chiefs                | 23-26 |
| 18-5-2024 | Fijian Drua – Reds             | 28-19 |
| 18-5-2024 | Brumbies – Crusaders           | 31-24 |
| 18-5-2024 | Blues – Highlanders            | 47-13 |
| 18-5-2024 | Western Force – Waratahs       | 27-7  |

|           | 2ª giornata                  |       |
| --------- | ---------------------------- | ----- |
| 1-3-2024  | Highlanders – Blues          | 29-37 |
| 1-3-2024  | Rebels – Western Force       | 48-34 |
| 2-3-2024  | Moana Pasifika – Fijian Drua | 39-36 |
| 2-3-2024  | Crusaders – Waratahs         | 24-37 |
| 3-3-2024  | Chiefs – Brumbies            | 46-12 |
| 3-3-2024  | Hurricanes – Reds            | 38-33 |
|           |                              |       |
|           | 5ª giornata                  |       |
| 22-3-2024 | Hurricanes – Rebels          | 54-28 |
| 22-3-2024 | Brumbies – Moana Pasifika    | 60-21 |
| 23-3-2024 | Fijan Drua – Waratahs        | 39-36 |
| 23-3-2024 | Chiefs – Highlanders         | 28-21 |
| 23-3-2024 | Blues – Crusaders            | 26-6  |
| 23-3-2024 | Western Force – Reds         | 40-31 |
|           |                              |       |
|           | 8ª giornata                  |       |
| 12-4-2024 | Moana Pasifika – Reds        | 17-14 |
| 12-4-2024 | Waratahs – Crusaders         | 43-40 |
| 13-4-2024 | Hurricanes – Chiefs          | 36-23 |
| 13-4-2024 | Rebels – Highlanders         | 47-31 |
| rip.      | Blues, Brumbies,             |       |
|           | Fijian Drua, Western Force   |       |
|           |                              |       |
|           | 11ª giornata                 |       |
| 3-5-2024  | Hurricanes – Waratahs        | 41-12 |
| 3-5-2024  | Rebels – Blues               | 11-38 |
| 4-5-2024  | Moana Pasifika – Highlanders | 17-28 |
| 4-5-2024  | Crusaders – Reds             | 28-33 |
| 4-5-2024  | Chiefs – Western Force       | 56-7  |
| 4-5-2024  | Brumbies – Fijian Drua       | 28-20 |
|           |                              |       |
|           | 14ª giornata                 |       |
| 24-5-2024 | Chiefs – Hurricanes          | 17-20 |
| 24-5-2024 | Brumbies – Rebels            | 53-17 |
| 25-5-2024 | Moana Pasifika – Waratahs    | 27-12 |
| 25-5-2024 | Crusaders – Blues            | 29-27 |
| 25-5-2024 | Reds – Western Force         | 59-13 |
| 26-5-2024 | Highlanders – Fijan Drua     | 39-3  |

|           | 3ª giornata                 |       |
| --------- | --------------------------- | ----- |
| 8-3-2024  | Moana Pasifika – Rebels     | 23-29 |
| 8-3-2024  | Waratahs – Highlanders      | 21-23 |
| 9-3-2024  | Fijan Drua – Crusaders      | 20-10 |
| 9-3-2024  | Brumbies – Western Force    | 22-19 |
| 9-3-2024  | Hurricanes – Blues          | 29-21 |
| 9-3-2024  | Reds – Chiefs               | 25-19 |
|           |                             |       |
|           | 6ª giornata                 |       |
| 29-3-2024 | Crusaders – Chiefs          | 37-26 |
| 29-3-2024 | Waratahs – Rebels           | 21-27 |
| 30-3-2024 | Fijan Drua – Western Force  | 31-13 |
| 30-3-2024 | Moana Pasifika – Blues      | 8-47  |
| 30-3-2024 | Highlanders - Hurricanes    | 12-47 |
| 30-3-2024 | Reds – Brumbies             | 19-20 |
|           |                             |       |
|           | 9ª giornata                 |       |
| 19-4-2024 | Fijan Drua – Hurricanes     | 15-38 |
| 19-4-2024 | Reds – Highlanders          | 31-0  |
| 20-4-2024 | Blues – Brumbies            | 46-7  |
| 20-4-2024 | Western Force – Crusaders   | 37-15 |
| rip.      | Chiefs, Moana Pasifika      |       |
|           | Rebels, Waratahs            |       |
|           |                             |       |
|           | 12ª giornata                |       |
| 10-5-2024 | Moana Pasifika – Chiefs     | 7-43  |
| 10-5-2024 | Reds – Rebels               | 26-22 |
| 11-5-2024 | Blues – Hurricanes          | 31-27 |
| 11-5-2024 | Highlanders – Crusaders     | 32-29 |
| 11-5-2024 | Waratahs - Brumbies         | 21-29 |
| 11-5-2024 | Western Force – Fijian Drua | 48-10 |
|           |                             |       |
|           | 15ª giornata                |       |
| 31-5-2024 | Crusaders – Moana Pasifika  | 43-10 |
| 31-5-2024 | Waratahs – Reds             | 26-27 |
| 1-6-2024  | Fijan Drua – Rebels         | 40-19 |
| 1-6-2024  | Hurricanes – Highlanders    | 41-14 |
| 1-6-2024  | Blues - Chiefs              | 31-17 |
| 1-6-2024  | Western Force – Brumbies    | 19-24 |

### Classifica generale
| Pos | Squadra        | G  | V  | N | P  | PF  | PS  | DP   | BMP | Pt |
| --- | -------------- | -- | -- | - | -- | --- | --- | ---- | --- | -- |
| 1   | Hurricanes     | 14 | 12 | 0 | 2  | 480 | 281 | +199 | 8   | 56 |
| 2   | Blues          | 14 | 12 | 0 | 2  | 488 | 233 | +255 | 7   | 55 |
| 3   | Brumbies       | 14 | 12 | 0 | 2  | 410 | 311 | +99  | 4   | 52 |
| 4   | Chiefs         | 14 | 9  | 0 | 5  | 486 | 311 | +175 | 7   | 43 |
| 5   | Reds           | 14 | 8  | 0 | 6  | 444 | 340 | +104 | 8   | 40 |
| 6   | Highlanders    | 14 | 6  | 0 | 8  | 305 | 402 | −97  | 4   | 28 |
| 7   | Fijian Drua    | 14 | 6  | 0 | 8  | 325 | 427 | −102 | 2   | 26 |
| 8   | Rebels         | 14 | 5  | 0 | 9  | 341 | 488 | −147 | 6   | 26 |
| 9   | Crusaders      | 14 | 4  | 0 | 10 | 363 | 369 | −6   | 8   | 24 |
| 10  | Western Force  | 14 | 4  | 0 | 10 | 294 | 426 | −132 | 4   | 20 |
| 11  | Moana Pasifika | 14 | 4  | 0 | 10 | 265 | 485 | −220 | 2   | 18 |
| 12  | Waratahs       | 14 | 2  | 0 | 12 | 306 | 434 | −128 | 5   | 13 |

## Play-off
|  | Quarti di finale | Quarti di finale | Quarti di finale |          |            | Semifinali | Semifinali | Semifinali |  |  | Finale | Finale | Finale |  |
|  |                  |                  |                  |          |            |            |            |            |  |  |        |        |        |  |
|  | 1                | Hurricanes       | 47               |          |            |            |            |            |  |  |        |        |        |  |
|  | 1                | Hurricanes       | 47               |          |            |            |            |            |  |  |        |        |        |  |
|  | 8                | Rebels           | 20               |          |            |            |            |            |  |  |        |        |        |  |
|  | 8                | Rebels           | 20               |          | Hurricanes | Hurricanes | 19         |            |  |  |        |        |        |  |
|  |                  |                  |                  |          | Hurricanes | Hurricanes | 19         |            |  |  |        |        |        |  |
|  |                  |                  | Chiefs           | Chiefs   | 30         |            |            |            |  |  |        |        |        |  |
|  | 4                | Chiefs           | Chiefs           | Chiefs   | 30         | 43         |            |            |  |  |        |        |        |  |
|  | 4                | Chiefs           |                  |          |            |            |            |            |  |  |        |        |        |  |
|  | 5                | Reds             | 21               |          |            |            |            |            |  |  |        |        |        |  |
|  | 5                | Reds             | 21               |          | Chiefs     | Chiefs     | 10         |            |  |  |        |        |        |  |
|  |                  |                  |                  |          |            |            |            |            |  |  |        |        |        |  |
|  |                  |                  | Blues            | Blues    | 41         |            |            |            |  |  |        |        |        |  |
|  | 2                | Blues            | Blues            | Blues    | 41         | 36         |            |            |  |  |        |        |        |  |
|  | 2                | Blues            |                  |          |            |            |            |            |  |  |        |        |        |  |
|  | 7                | Fijian Drua      | 5                |          |            |            |            |            |  |  |        |        |        |  |
|  | 7                | Fijian Drua      | 5                |          | Blues      | Blues      | 34         |            |  |  |        |        |        |  |
|  |                  |                  |                  |          | Blues      | Blues      | 34         |            |  |  |        |        |        |  |
|  |                  |                  | Brumbies         | Brumbies | 20         |            |            |            |  |  |        |        |        |  |
|  | 3                | Brumbies         | Brumbies         | Brumbies | 20         | 32         |            |            |  |  |        |        |        |  |
|  | 3                | Brumbies         |                  |          |            |            |            |            |  |  |        |        |        |  |
|  | 6                | Highlanders      | 16               |          |            |            |            |            |  |  |        |        |        |  |

### Quarti di finale
| Arbitro: | Ben O'Keeffe |

|                                                                             |      |                                  |
| Taukei'aho 6’, 16’ Narawa 10’ Nanai-Seturo 23’ Lienert-Brown 52’ Slater 63’ | mt   | 44’, 55’ McDermott 74’ Creighton |
| McKenzie 7’, 12’, 18’, 24’, 53’                                             | tr   | 45’ Lynagh 55’, 75’ Creighton    |
| McKenzie 40’                                                                | c.p. |                                  |

| Arbitro: | James Doleman |

|                                                                           |      |                   |
| Tosi 25’ Moorby 40’ Iose 44’ Aumua 54’ Flanders 57’ Kirifi 72’ Naholo 78’ | mt   | 66’, 68’ Anderson |
| Cameron 26’, 40+1’, 45’, 55’, 58’, 73’                                    | tr   | 67’, 69’ Gordon   |
|                                                                           | c.p. | 9’, 28’ Gordon    |

| Arbitro: | Nic Berry |

|                                                     |      |                 |
| Papali'i 9’ Christie 18’ Clarke 35’, 78’ Eklund 64’ | mt   | 43’ Ravutaumada |
| Plummer 10’, 20’, 65’ Perofeta 79’                  | tr   |                 |
| Plummer 23’                                         | c.p. |                 |

| Arbitro: | Angus Gardner |

|                                      |      |                     |
| Muirhead 15’, 47’ Pollard 40+1’, 44’ | mt   | 33’ Nareki          |
| Lolesio 16’, 40+2’, 49’              | tr   | 35’ Millar          |
| Lolesio 32’, 64’                     | c.p. | 3’, 21’, 26’ Millar |

### Semifinali
| Arbitro: | James Doleman |

|                                                      |      |                         |
| Lam 2’ Riccitelli 8’ Darry 14’ Clarke 21’ Sotutu 59’ | mt   | 36’ Valetini 69’ Reimer |
| Plummer 9’, 15’, 60’                                 | tr   | 37’, 70’ Lolesio        |
| Plummer 40’                                          | c.p. | 6’, 12’ Lolesio         |

| Arbitro: | Angus Gardner |

|                                   |      |                             |
| Lakai 20’ Cameron 55’ Proctor 71’ | mt   | 3’ Finau 6’ Ratima 62’ Rona |
| Cameron 22’, 56’                  | tr   | 5’, 7’, 63’ McKenzie        |
|                                   | c.p. | 15’, 46’, 65’ McKenzie      |

### Finale
| Arbitro: | Nic Berry |

| |              | |
| A. Ioane 12’ Clarke 22’, 51’, 62’ Lam 73’ | mt           | 66’ Parker |
| Plummer 13’, 22’, 52’, 63’, 74’ | tr           | 67’ McKenzie |
| Plummer 16’, 40’ | c.p.         | 19’ McKenzie |
| · Perofeta · Telea · R. Ioane · Lam · 77’ Clarke · Plummer · 63’ Christie · Sotutu · 65’ Papali'i · 78’ A. Ioane · Darry · 58’ Tuipulotu · 63’ Renata · 70’ Riccitelli · 42’ Tu'ungafasi | Formazioni   | · Stevenson 61’ · Narawa · Lienert-Brown · Poihipi 53’ · Nanai-Seturo · McKenzie · Ratima 64’ · Sititi 61’ · Jacobson · Finau 51’ 61’ · Vaa'i · Tupou 61’ · Dyer 50-60’ 61’ · Thompson 64’ · Ross 53’ 65’ |
| · 70’ Eklund · 42’ Fusitu'a · 63’ Ta'avao · 58’ Beehre · 65’ Choat · 63’ Funaki · 77’ Heem · 78’ Forbes                                                                                  | Sostituzioni | · Sanerivi 64’ · Proffit 53’ 65’ · O'Neill 51’ 61’ · Selby-Rickit 61’ · Parker 61’ · Roe 64’ · Tupaea 53’ · Rona 61’                                                                                      |
| Vern Cotter | Allenatori   | Clayton McMillan |